# Игнатьев, Павел Николаевич (министр просвещения)
Граф Па́вел Никола́евич Игна́тьев (30 июня (12 июля) 1870, Константинополь — 12 августа 1945, Аппер-Мельбурн, провинция Квебек, Канада) — киевский губернатор (1907—1909), министр народного просвещения Российской империи (1915—1916/1917). Действительный статский советник (1908), шталмейстер (1917). Почётный гражданин Томска.

## Происхождение
Родился в аристократической семье графа Николая Павловича Игнатьева, впоследствии министра внутренних дел, и его жены Екатерины Леонидовны, урождённой княжны Голицыной.
В 1913 году унаследовал (совместно с Э. П. Демидовым) огромное состояние бездетного Ю. С. Нечаева-Мальцова, хотя и не являлся его близким родственником. Игнатьев стал владельцем мальцовских хрустальных заводов, расположенных в основном во Владимирской губернии (Гусь-Хрустальный), а также Новосельского стекольного завода в Тверской губернии и Тигодского стекольного завода (ст. Любань Николаевской железной дороги).

## Ранние годы
Учился в Сорбонне. В 1892 году окончил университет Св. Владимира в Киеве. С 1892 года служил по Министерству внутренних дел. С 1893 года состоял в распоряжении киевского, подольского и волынского генерал-губернатора. Проходил действительную военную службу в лейб-гвардии Преображенском полку в батальоне, которым командовал наследник цесаревич Николай Александрович (будущий император Николай II). В своей роте в унтер-офицерском звании заведовал школой грамотности для солдат.

## Администратор
- С 1895 — липовецкий уездный предводитель дворянства.
- С 1904 — председатель Киевской губернской земской управы в чине церемониймейстера, которым он был пожалован в 1902 году.
- С 17 февраля 1907 — киевский губернатор. Действительный статский советник (1908).
- С 13 апреля 1909 — директор департамента земледелия.
- С 1 января 1912 — товарищ главноуправляющего земледелием и землеустройством А. В. Кривошеина.

### Министр народного просвещения
Ваше Императорское величество, государь всемилостивейший. Девятнадцатого ноября в ставке Вашего Императорского величества я счёл своим долгом, налагаемым на меня совестью и присягой, докладывать о тех опасениях, которые возникли у меня в связи с действиями некоторых лиц и ходом политической жизни страны. Я умоляю Ваше Императорское величество не принуждать меня быть соучастником тех лиц, действия коих по совести я считал гибельными для престола и Родины.
В твердом убеждении, что полезна Вашему Императорскому величеству и Родине лишь правительственная власть, объединённая единством мысли государственной, пониманием основных целей управления и путей к их достижению, считаю своим верноподданническим долгом просить Ваше Императорское величество снять с меня непосильное бремя служения против велений совести. […]
С 9 (22) января 1915 года — временно исполняющий обязанности (сменив барона Таубе), с 6 (19) мая 1915 — министр народного просвещения. Был назначен по рекомендации А. В. Кривошеина. Придерживался либеральных взглядов, был популярен в общественных и интеллектуальных кругах.
Вскоре после вступления в должность, в апреле 1915 года Игнатьев созвал совещание попечителей учебных округов, на котором охарактеризовал общие направления новой школьной политики, которую он предполагал проводить. Материалы этого совещания по реформе средней школы (примерные программы и объяснительные записки) были изданы в том же году, и рассматриваются в качестве проекта реформы народного образования. Эти материалы, а также другие разработанные в различных комиссиях примерные программы и объяснительные записки к ним воплощали в себе «то лучшее, чем располагала либерально-буржуазная педагогическая мысль», и «в известной части были использованы при составлении программных материалов после Октябрьской революции».
Реформаторы предусматривали в перспективе введение единой школы (гимназии) с 7-летним сроком обучения, разделённой на две ступени (1-3 и 4-7 классы). На второй ступени предусматривалась специализация — новогуманитарная (с приоритетом русского языка и литературы, иностранных языков, истории), гуманитарно-классическая (традиционная русская гимназия с углублённым изучением латинского и греческого языков) или реальная (приоритет математики и естественных наук). Особое внимание обращалось на необходимость соответствия среднего образования потребностям общества и интересам экономики. Признавалась необходимой преемственность программ средней школы и последующих этапов профессиональной подготовки. Предлагалось ввести в школе трудовое начало как средство воспитания, а не профессионализации. Важной составляющей проекта реформы была демократизация системы управления народным образованием. Так, предлагалось создать при гимназиях комитеты, в которые бы вошли представители общественности. Педагогические советы гимназий наделялись правом самостоятельно разрабатывать учебные планы и программы, решать хозяйственные вопросы.
За время своего пребывания на посту министра Игнатьев провёл два совещания попечителей учебных округов (в феврале 1915 и марте 1916 года), а также ряд педагогических съездов, на которых обсуждались вопросы будущей реформы. «Необходимо через школу, — говорил Игнатьев на этих совещаниях, — способствовать развитию производительных сил страны: школа должна служить жизни и нуждам населения». Несмотря на ограничение прироста бюджета народного образования после начала Первой Мировой войны, число высших и средних учебных заведений при Игнатьеве увеличилось, и министерству удалось получить средства на поддержку ряда женских и частных вузов.
Летом-осенью 1915 года Игнатьев участвовал в деятельности группы либеральных министров, выступавших за отвергнутый царём компромисс с Государственной думой. Большинство из них были уволены с министерских постов осенью 1915 года, но Игнатьев остался в правительстве ещё более чем на год.
Содержание предлагавшейся Игнатьевым реформы образования вызвало неприятие со стороны консервативных сил. Проекты предложенных им реформ не получили поддержки правительства; историки заключают, что в сложившихся условиях осуществить свою реформу Игнатьев не мог.
Будучи не согласен с политикой, проводимой Николаем II, 19 ноября 1916 г. в разговоре с императором Игнатьев откровенно рассказал ему о кризисной ситуации в стране. Через месяц, 21 декабря 1916 г. после своего традиционного доклада царю чиновник подал прошение о своей отставке. Николай II не принял отставки министра народного просвещения и предложил ему «продолжать полезную работу». Однако через несколько дней, 27 декабря 1916 г. из газет Павел Николаевич узнал о своем увольнении. По традиции «подсластить пилюлю» 1 января 1917 года Игнатьев получил чин шталмейстера двора. Ранее был удостоен придворных званий камер-юнкера (1894), «в должности церемониймейстера» (1896) и «в должности шталмейстера» (1907).
После Февральской революции Игнатьев был допрошен, среди других министров, Чрезвычайной следственной комиссией Временного правительства «для расследования противозаконных по должности действий бывших министров, главноуправляющих и прочих высших должностных лиц как гражданского, так военного и морского ведомств». Уже после этого, осенью 1917 года Игнатьев был избран почётным академиком Российской академии наук (в 1928 году звания заочно лишён, посмертно восстановлен в 1990 году). Также в 1917 году был избран почётным членом Петроградского университета, Женского медицинского института, Пермского университета (открытого в его бытность министром), Императорского Московского технического общества.

## На Северном Кавказе
В июле 1917 переехал вместе с семьёй в Кисловодск. В октябре 1918 арестован ЧК в качестве заложника и отправлен в Пятигорск, однако освобождён по требованию Кисловодского совета в связи с его заслугами в области народного образования. В книге «Русский альбом» содержится упоминание о том, что он согласился покинуть тюрьму только после того, как по его просьбе были освобождены ещё два заложника. Оставшиеся заложники вскоре были убиты большевиками.

## Эмиграция
Вскоре после занятия Северного Кавказа белыми частями, в январе 1919 года выехал в Новороссийск, а оттуда, в марте 1919, в Болгарию. С июля 1920 жил в Англии, где приобрёл имение Бошан на побережье Ла-Манша. Был председателем заграничной организации Российского общества Красного креста, много сделал для обустройства школ русской эмиграции в Европе, в которых были реализованы положения его реформаторского проекта.
В 1932 году переехал в Канаду, где первоначально жил в Торнхилле (предместье Торонто), а с 1936 года — в Аппер-Мельбурне, маленьком городке на реке Сент-Франсис к югу от Монреаля. Автор мемуаров, рукопись которых на английском языке хранится в фондах Бахметьевского архива (США). Оригинал рукописи на русском языке хранится в личном архиве внука П. Н. Игнатьева Майкла Игнатьева, канадского историка, проживающего в Англии. Отдельные главы воспоминаний были опубликованы в 1944 г. в 8 и 9 номерах журнала «Новый журнал» (Нью-Йорк).

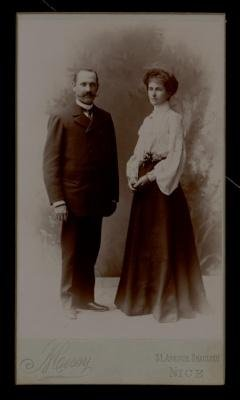
Наталья Николаевна (урожденная Мещерская) и граф Павел Николаевич Игнатьевы

## Награды
- Орден Святого Станислава 2-й степени (01.01.1896)
- Орден Святой Анны 2-й степени (01.12.1904)
- Орден Святого Владимира 3-й степени (10.04.1911)
- Высочайшая благодарность (25.03.1912)
- Орден Святого Станислава 1-й степени (14.04.1913)
- Орден Святой Анны 1-й степени (01.01.1916)

## Семья
Жена (с 16 апреля 1903 года; Ницца) — княжна Наталья Николаевна Мещерская (1877—1944), фрейлина, дочь князя Н. П. Мещерского, попечителя Московского учебного округа. В браке родились семеро сыновей:
- Николай (1904-1952) — декан колледжа Харта при университете Торонто.
- Владимир (Джим) (1905-1994) — агроном и биохимик, профессор университета Калгари, майор, представитель в ФАО
- Алексей (1907-1989) — начальник управления шахт Министерства топливной промышленности Канады.
- Павел (1908-1909).
- Леонид (1910-1988) — профессор славистики и переводчик.
- Георгий (1913-1989), постоянный представитель Канады в НАТО и ООН.
  - Его сын Михаил (Майкл) опубликовал книгу «Русский альбом» о судьбе своих деда и бабки; русское издание вышло в 1996 г.
- Александр (р. и ум. 1916).

## Рекомендуемая литература
- Граф Игнатьев и развал школы: (доклад школьной секции общему собранию совещания) / И. И. Дудниченко; Нижегородское совещ. монархических орг. — Саратов : Волга, 1916. — 45 с